# Dobrzyki
Dobrzyki (deutsch Weinsdorf) ist eine Ortschaft in der Woiwodschaft Ermland-Masuren im nordöstlichen Polen. Der Ort gehört zur Gmina Zalewo im Powiat Iławski.

## Geographie
Dobrzyki liegt in der Moränenlandschaft des Oberlands, etwa fünf Kilometer südwestlich von Zalewo.
Die Gemarkung des Ortes liegt exponiert zwischen dem Jezioro Ewingi (Ewingsee) im Norden und dem Jezioro Jeziorak (Geserichsee) im Süden. Sie wird in Nord-Süd-Richtung vom Kanał Dobrzycki (Weinsdorfer Kanal) durchflossen.

## Geschichte
Weinsdorf wurde vom Deutschen Orden im Jahre 1304 als Hufenzinsdorf gegründet. Der Ortsname leitet sich vom Personennamen Wigand, dem Namen des Lokators und ersten Schulzen, ab.
Gleichzeitig mit dem Dorf entstand eine Pfarrkirche. Das heute erhaltene Kirchengebäude stammt hauptsächlich aus dem 17. Jahrhundert, der Chor ist allerdings noch gotisch. Die Kanzel stammt aus dem 18., der Altaraufsatz aus dem 19. Jahrhundert.
Zwischen 1525 und 1945 existierte eine evangelisch-lutherische Kirchengemeinde, die ab 1819 zur Diözese (Kirchenkreis) Mohrungen und ab 1903 zur Diözese Saalfeld gehörte. Um 1900 gehörten zur Kirchengemeinde Weinsdorf die Orte Weinsdorf, Böttchershof, Bukowitz, Gerswalde (mit Försterei), Haack, Kämmen, Kößen, Lixainen, Motitten, Paulehnen, Rohden, Rotzung, Schwalgendorf und Forstgutsbezirk Schwalgendorf. Der Pfarrer war gleichzeitig Ortsschulinspektor über die vier Volksschulen in Weinsdorf, Gerswalde, Motitten und Schwalgendorf, an denen insgesamt zehn Lehrer angestellt waren. Patron der Pfarrkirche war der König von Preußen. Die Gemeinde hatte etwa 3000 Mitglieder.
Im Jahre 1874 wurde der Amtsbezirk Weinsdorf im Landkreis Mohrungen gebildet. Er umfasste die Landgemeinden Haack, Kämmen, Köszen und Weinsdorf und die Gutsbezirke Paulehnen und Rohden und den Ewing-See. Im Jahre 1929 wurde die Landgemeinde Köszen in die Landgemeinde Weinsdorf eingegliedert. Nach der zeitgleich stattfindenden Auflösung der Gutsbezirke in Preußen bestand der Amtsbezirk Weinsdorf bei nahezu unveränderten Grenzen aus den drei Gemeinden Kämmen, Paulehnen und Weinsdorf. Amtsbezirk und Gemeinde Weinsdorf existierten in dieser Form bis 1945. Die Gemeinde Weinsdorf hatte im Jahre 1933 691 Einwohner und im Jahre 1939 730 Einwohner.
Nach der Eingliederung in den polnischen Staat wurde Weinsdorf in Dobrzyki umbenannt und der Gmina Zalewo angeschlossen. Zwischen 1954 und 1957 bildete Dobrzyki eine eigene Gromada im Powiat Morąski. Dobrzyki ist heute Sitz eines Schulzenamtes der Gmina Zalewo, zu dem noch Bednarzówka (Böttchershof), Jezierce (Haack), Kiemiany (Kämmen), Koziny (Köszen) und Polajny (Paulehnen) gehören.

## Religion
Der Ort ist Sitz eines römisch-katholischen Pfarramts, von dem aus auch noch die Filialkirchen in Jerzwałd und Siemiany verwaltet werden. Die Pfarrei gehört zum Dekanat Miłomłyn in der Diözese Elbing.

## Persönlichkeiten
- Ambrosius Feierabend (um 1490 – nach 1543), lutherischer Reformator